# 볼로냐 첸트랄레역
볼로냐 첸트랄레역(이탈리아어: Bologna Centrale)는 이탈리아 볼로냐의 철도역이다. 2008년 12월 13일 개통한 밀라노-볼로냐 고속선의 남쪽 끝에 위치해 있고, 1934년 4월 22일 개통한 볼로냐-피렌체 선의 북쪽 끝에 위치해 있다. 볼로냐-피렌체 고속선은 2009년 12월 13일에 새로 개통되었다.
볼로냐 첸트랄레 역은 1년간 이용객이 58만 명으로 이탈리아에서 다섯 번째로 붐비는 역이다.

## 역사
첫번째 볼로냐 첸트랄레 역은 1859년에 건설되었다. 하지만 그 역의 역사에 대해서는 증거가 불완전하고 명확하지 않다. 12년 후에는 같은 부지에 새로운 역이 지어졌다.
오늘날 우리가 알고있는 역 건물은 클레멘티나 주립학교에서 교육을 받은 건축가 가에타노 라티가 설계하고 건설했다. 신고전주의 양식에 영감을 받은 볼로냐 첸트랄레 역은 아홉 곳의 출입구에서 독특한 15세기 외관이 펼쳐진다. 주 승객 건물은 르네상스 시기 피렌체 양식을 연상케 한다. 1940년대까지는 역 위에 대리석 기둥으로 시계탑을 올려놓았으나, 제 2차 세계 대전 때 폭격에 의해 손상을 입었고 이후에 재건되지는 않았다.
볼로냐 첸트랄레 역의 초기 설계안은 외관을 대리석으로, 내부를 철로 만든 두 면으로 가른 직사각형 모양의 건물을 필요로 했다. 1926년 서쪽 방향으로 승강장을 짓는 등의 이후 확장 공사로 인해 역은 확장된 수송 역 특유의 'L'자 모양으로 만들어졌다. 이후 1934년 역 동부에 새로운 승강장을 도입하면서 역의 외형에 또다른 변화를 가져왔다.

## 1980년 폭발 테러

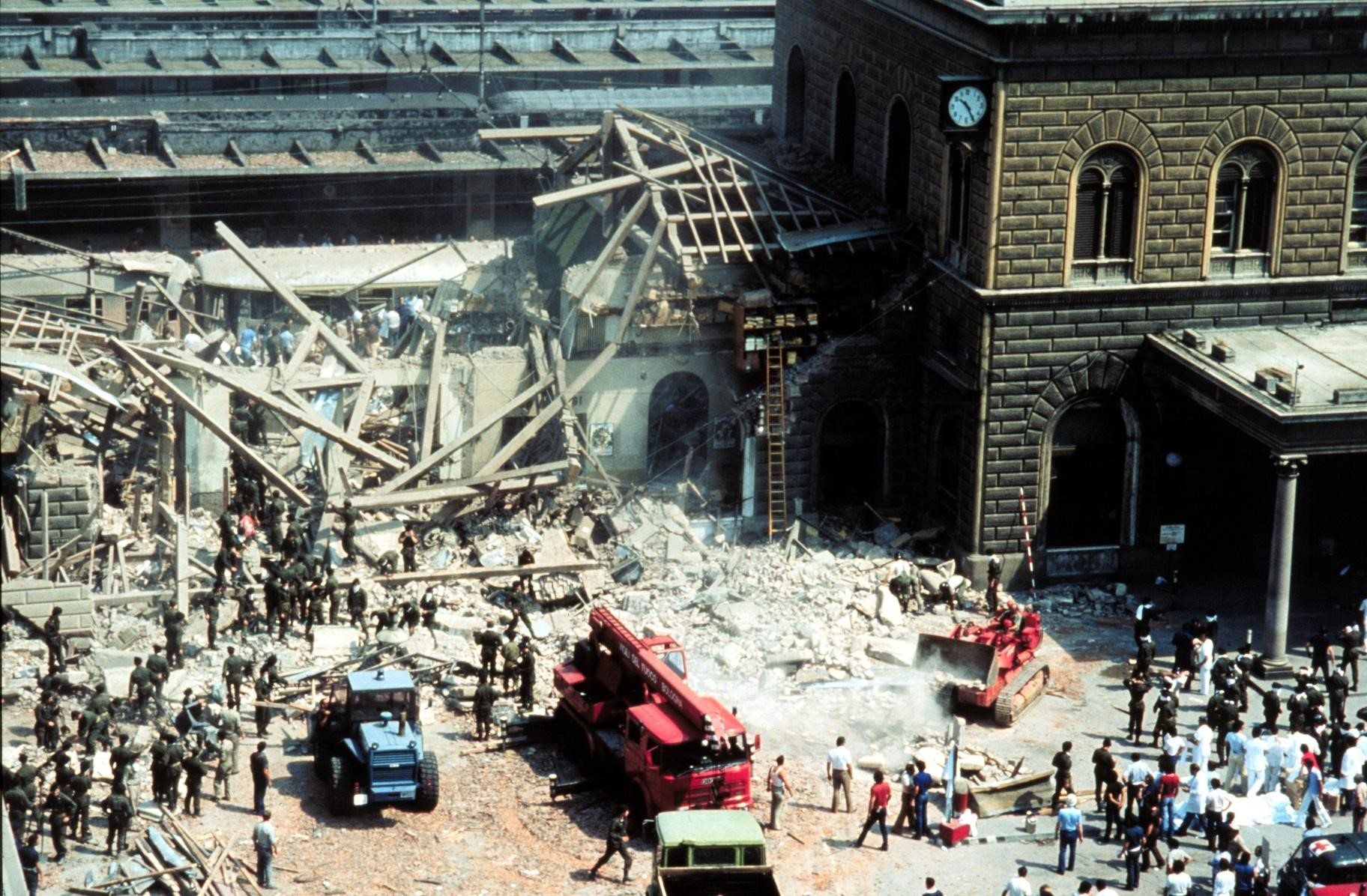
구조팀이 잔해를 지나 길을 만드는 모습

1980년 8월 2일 오전 10시 25분 (현지 시각), TNT 혼합물 20kg로 만들어진 급조폭발물 (IED)이 볼로냐 중앙 철도역 내부에서 폭발했다. IED는 여행 가방에 들어있었고 대기 복도 내 벽 부근에 놓여있었다. 이 폭발로 85명이 사망하고 200명 이상이 부상당했다. 폭발이 터졌던 역의 동은 재건되었으나, 공격의 희생자들에 대한 증거로 원래 있던 보도와 주벽에 난 깊은 금은 보존되어 오고 있다. 더불어 역의 주 시계는 폭발이 일어난 그 시각에 영원히 멈춰 있다. 이 공격은 이탈리아 내에서 '볼로냐 대학살' (Strage di Bologna)로도 알려져 있다.
이탈리아 정부는 곧 이탈리아의 좌익 폭력 단체 붉은 부대가 공격을 했다고 비난했다. 그러나 해당 단체는 공격을 부인했으며, 책임을 진 쪽은 아무도 없었다. 몇 년 뒤 공식 수사팀은 소규모 네오파시스트 단체가 공격을 실행한 것이라고 단정지었다. 이 테러 소행과 에어로라인 이타비아 항공 870편 참사가 연계되어 있다는 등, 이 사건과 관련하여 많은 음모론이 생겨나 이어져 오고 있다.

## 현재

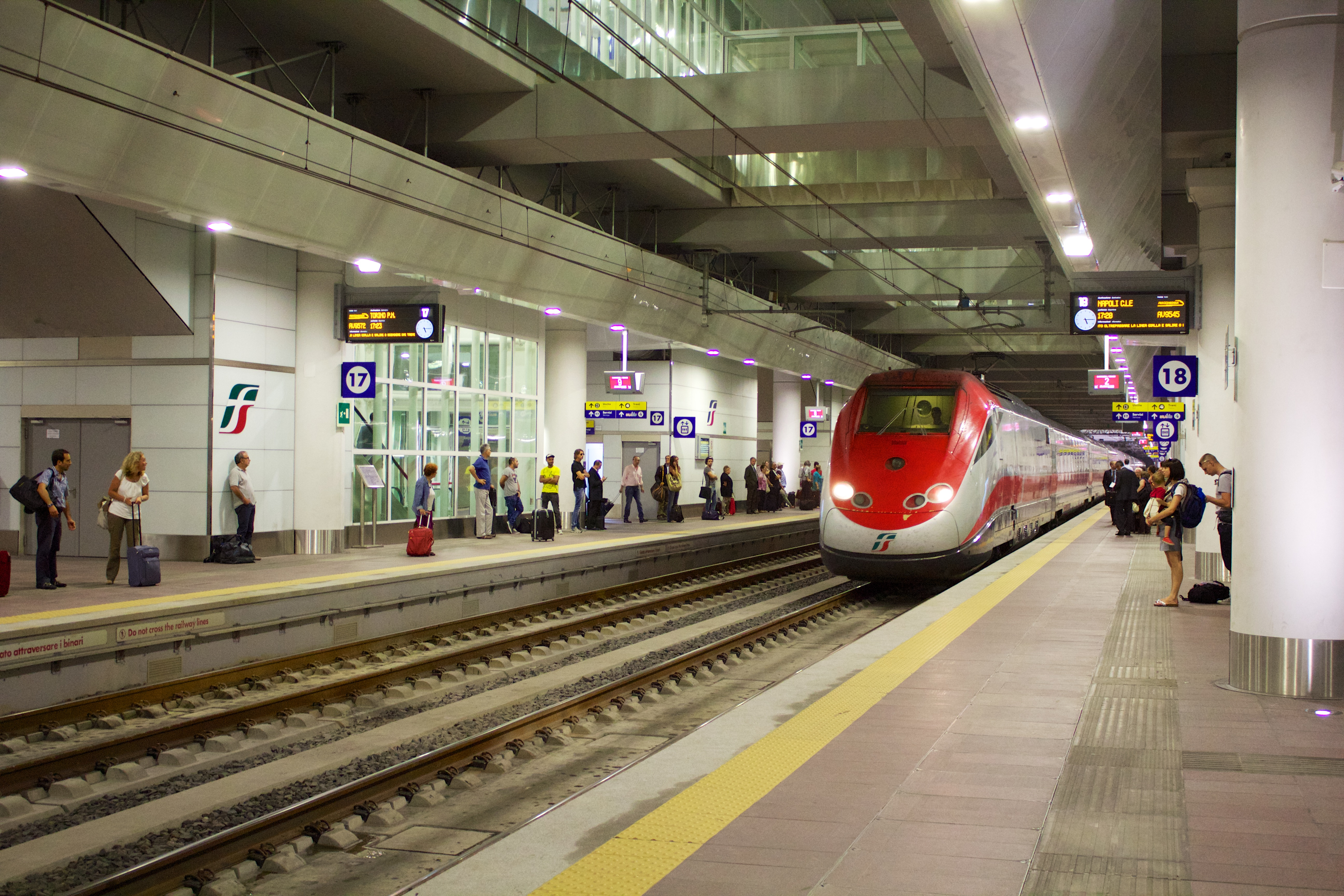
2013년 볼로냐 첸트랄레 역에 정차한 고속 열차의 모습.

오늘날 볼로냐 첸트랄레 역은 승객 이동 규모 (매년 약 5800만 명)로 봤을 때 이탈리아에서 다섯 번째로 붐비는 역이다. 다만 열차 통행 규모를 집계했을 경우 가장 붐비는 역 중 하나로, 하루에 운행되는 열차 수로는 800대 정도로 로마 테르미니 역과 어깨를 겨루는 이탈리아의 주요 철도 접속역 중 하나이다.
새로운 3층짜리 고속철도역은 길이 642m에 너비 56m 규모로, 아라타 이소자키와 안드레아 마페이의 설계안에 따라 현재의 역 아래에 지어지는 중이다. 지하 7m에 주차장, 지하 15m에는 쇼핑상가, 지하 23m에는 고속열차 승강장 4개가 있는 구조로 되어 있다. 2008년 7월 Andrea Maffei Architects, Arata Isozaki & Associates, Ove Arup & Partners, M + T & Partners가 역 설계 공모전에서 우승했다. 지하 승강장은 2013년 4월 9일 수익 운행을 위해 문을 열었다. 승객 하차 시설은 차후 단계에 제공될 예정이다. 건설 작업에 용이하도록 원래 있던 지상 승강장 네 개를 제거하는 것과 함께, 2016년까지 프로젝트가 완료될 예정이다. 비용은 설계 단계에서 3억 4000만 유로로 예측됐다.

## 경유 노선
볼로냐 첸트랄레 역을 경유하는 노선은 다음과 같다. (미완성)
- 고속 철도 (Frecciarossa) 토리노 - 밀라노 - 볼로냐 - 피렌체 - 로마 - 나폴리 - 살레르노
- 고속 철도 (Frecciarossa) 베네치아 - 파두아 - 볼로냐 - 피렌체 - 로마 - 나폴리
- 고속 철도 (Frecciarossa) 밀라노 - 볼로냐 - 안코나
- 고속 철도 (Italo) 토리노 - 밀라노 - 볼로냐 - 피렌체 - 로마 - 나폴리 - 살레르노
- 고속 철도 (Italo) 베네치아 - 파두아 - 볼로냐 - 피렌체 - 로마 - 나폴리 - 살레르노
- 고속 철도 (Italo) 토리노 - 밀라노 - 볼로냐 - 안코나
- 고속 철도 (Frecciargento) 볼차노/보첸 - 베로나 - 볼로냐 - 피렌체 - 로마
- 고속 철도 (Frecciargento) 브레시아 - 베로나 - 볼로냐 - 피렌체 - 로마
- 고속 철도 (Frecciabianca) 밀라노 - 파르마 - 볼로냐 - 안코나 - 페스카라 - 포자 - 바리 - 브린디시 - 레체
- 고속 철도 (Frecciabianca) 밀라노 - 파르마 - 볼로냐 - 안코나 - 페스카라 - 포자 - 바리 - 타란토
- 고속 철도 (Frecciabianca) 토리노 - 파르마 - 볼로냐 - 안코나 - 페스카라 - 포자 - 바리 - 브린디시 - 레체
- 고속 철도 (Frecciabianca) 베네치아 - 파두아 - 볼로냐 - 안코나 - 페스카라 - 포자 - 바리 - 브린디시 - 레체
- 유로시티 (EuroCity) 뮌헨 - 뵈르글 - 인스부르크 - 브렌네로 - 볼차노/보첸 - 베로나 - 볼로냐
- 도시간 철도 밀라노 - 파르마 - 볼로냐 - 피렌체 - 로마 - 나폴리
- 도시간 철도 트리에스테 - 베네치아 - 파두아 - 볼로냐 - 피렌체 - 로마
- 도시간 철도 볼로냐 - 리미니 - 안코나 - 페스카라 - 포자 - 바리 - 브린디시 - 레체
- 도시간 철도 볼로냐 - 리미니 - 안코나 - 페스카라 - 포자 - 바리 - 타란토
- 야간 열차 (EuroNight) 로마 - 피렌체 - 볼로냐 - 베네치아 - 빌라흐 - 클라겐푸르트 - 빈
- 야간 열차 (EuroNight) 리보르노 - 피렌체 - 볼로냐 - 파두아 - 빌라흐 - 클라겐푸르트 - 빈
- 야간 열차 (CityNightLine) 뮌헨 - 뵈르글 - 인스부르크 - 베로나 - 볼로냐 - 피렌체 - 로마
- 야간 열차 (Intercity Notte) 트리에스테 - 베네치아 - 파두아 - 볼로냐 - 로마
- 야간 열차 (Intercity Notte) 밀라노 - 파르마 - 볼로냐 - 안코나 - 페스카라 - 포자 - 바리 - 브린디시 - 레체
- 야간 열차 (Intercity Notte) 밀라노 - 안코나 - 페스카라 - 포자 - 바리 - 타란토 - 브린디시 - 레체
- 야간 열차 (Intercity Notte) 토리노 - 알레산드리아 - 볼로냐 - 안코나 - 페스카라 - 포자 - 바리 - 브린디시 - 레체
- 야간 열차 (Intercity Notte) 토리노 - 밀라노 - 볼로냐 - 피렌체 - 로마 - 나폴리 - 살레르노 - 라메치아테르메 - 레조디칼라브리아
- 지역 철도 (Treno regionale) 볼로냐 - 페라라 - 로비고 - 파두아 - 베네치아
- 지역 철도 (Treno regionale) 보게라 - 피아첸차 - 파르마 - 모데나 - 볼로냐
- 지역 철도 (Treno regionale) 볼로냐 - 이몰라 - 포를리 - 체세나 - 리미니

| 트레니탈리아                                            | 트레니탈리아        | 트레니탈리아                                     |
| ------------------------------------------------------- | ------------------- | ------------------------------------------------ |
| 레조 에밀리아 AV 메디오파다나 토리노 포르타 누오바 방면 | 에우로스타 이탈리아 | 피렌체 산타 마리아 노벨라 살레르노 방면          |
| 로비고 베네치아 산타 루치아 방면                        | 에우로스타 이탈리아 | 피렌체 산타 마리아 노벨라 나폴리 첸트랄레 방면   |
| 레조 에밀리아 AV 메디오파다나 밀라노 첸트랄레 방면      | 에우로스타 이탈리아 | 포를리 로마 테르미니 방면                        |
| 베로나 포르타 누오바 볼차노/보첸 방면                   | 에우로스타 이탈리아 | 피렌체 캄포 디 마르테 로마 테르미니 방면         |
| 베로나 포르타 누오바 브레시아 방면                      | 에우로스타 이탈리아 | 피렌체 캄포 디 마르테 로마 테르미니 방면         |
| 모데나 밀라노 첸트랄레 방면                             | 에우로스타 이탈리아 | 리미니 레체 방면                                 |
| 모데나 밀라노 첸트랄레 방면                             | 에우로스타 이탈리아 | 리미니 타란토 방면                               |
| 모데나 토리노 포르타 누오바 방면                        | 에우로스타 이탈리아 | 리미니 레체 방면                                 |
| 페라라 베네치아 산타 루치아 방면                        | 에우로스타 이탈리아 | 리미니 레체 방면                                 |
| 베로나 포르타 누오바 뮌헨 중앙 방면                     | 유로시티            | 시·종착역                                        |
| 모데나 밀라노 첸트랄레 방면                             | 인터시티            | 프라토 첸트랄레 나폴리 첸트랄레 방면             |
| 페라라 트리에스테 첸트랄레 방면                         | 인터시티            | 프라토 첸트랄레 로마 테르미니 방면               |
| 시·종착역                                               | 인터시티            | 파엔차 레체 방면                                 |
| 시·종착역                                               | 인터시티            | 파엔차 타란토 방면                               |
| 페라라 빈 마이들링 방면                                 | 유로나이트          | 피렌체 산타 마리아 노벨라 로마 테르미니 방면     |
| 페라라 빈 마이들링 방면                                 | 유로나이트          | 피렌체 산타 마리아 노벨라 리보르노 첸트랄레 방면 |
| 베로나 포르타 누오바 뮌헨 중앙 방면                     | 유로나이트          | 피렌체 산타 마리아 노벨라 로마 테르미니 방면     |
| 페라라 트리에스테 첸트랄레 방면                         | 인터시티 나이트     | 피렌체 캄포 디 마르테 로마 테르미니 방면         |
| 모데나 밀라노 첸트랄레 방면                             | 인터시티 나이트     | 리미니 레체 방면                                 |
| 밀라노 첸트랄레                                         | 인터시티 나이트     | 리미니 레체 방면                                 |
| 피아첸차 토리노 포르타 누오바 방면                      | 인터시티 나이트     | 리미니 레체 방면                                 |
| 모데나 토리노 포르타 누오바 방면                        | 인터시티 나이트     | 프라토 첸트랄레 레조 디 칼라브리아 첸트랄레 방면 |
| 시·종착역                                               | 트레노 레조날레     | 베네치아 메스트레 베네치아 산타 루치아 방면      |
| 시·종착역                                               | 트레노 레조날레     | 바리냐나 리미니 방면                             |
| 카스텔프란코 데밀리아 보게라 방면                       | 트레노 레조날레     | 바리냐나 리미니 방면                             |
| 누오보 트란스포르토 비아자토리                          |                     |                                                  |
| 레조 에밀리아 AV 메디오파다나 토리노 포르타 수사 방면   | 에우로스타 이탈리아 | 피렌체 산타 마리아 노벨라 살레르노 방면          |
| 파도바 베네치아 산타 루치아 방면                        | 에우로스타 이탈리아 | 피렌체 산타 마리아 노벨라 살레르노 방면          |
| 레조 에밀리아 AV 메디오파다나 토리노 포르타 수사 방면   | 에우로스타 이탈리아 | 리미니 안코나 방면                               |

## 같이 보기
- 이탈리아의 철도 역사
- 에밀리아로마냐 주의 철도역 목록
- 이탈리아의 철도
- 이탈리아의 철도역
- 2004년 마드리드 동시다발 테러 사건
- 테러 사건 목록
- 볼로냐 광역 철도